# Lovisa Ulrikas amatörteatersällskap

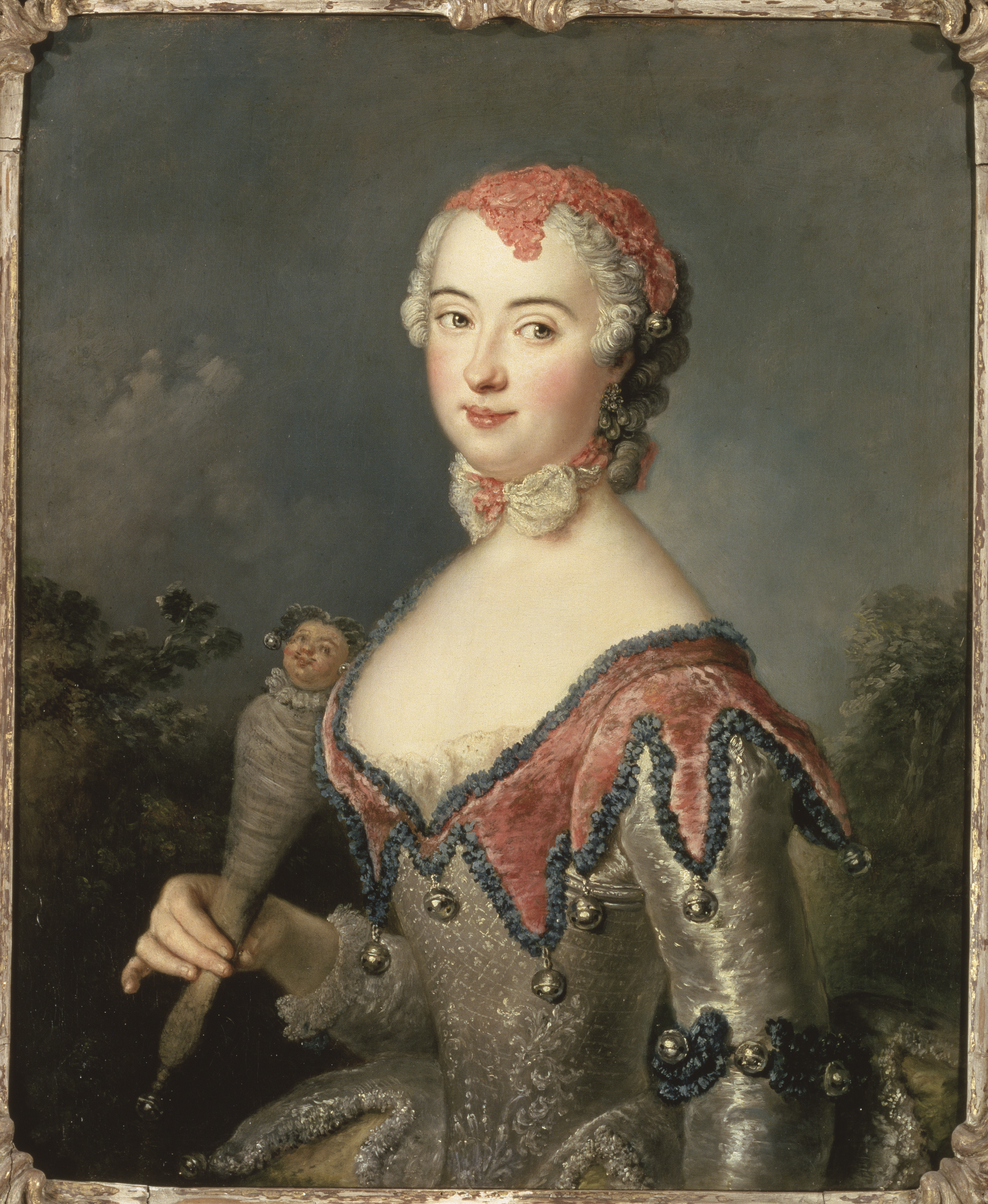
Charlotta Fredrika Sparre as La Folie (Antoine Pesne) - Nationalmuseum - 18316

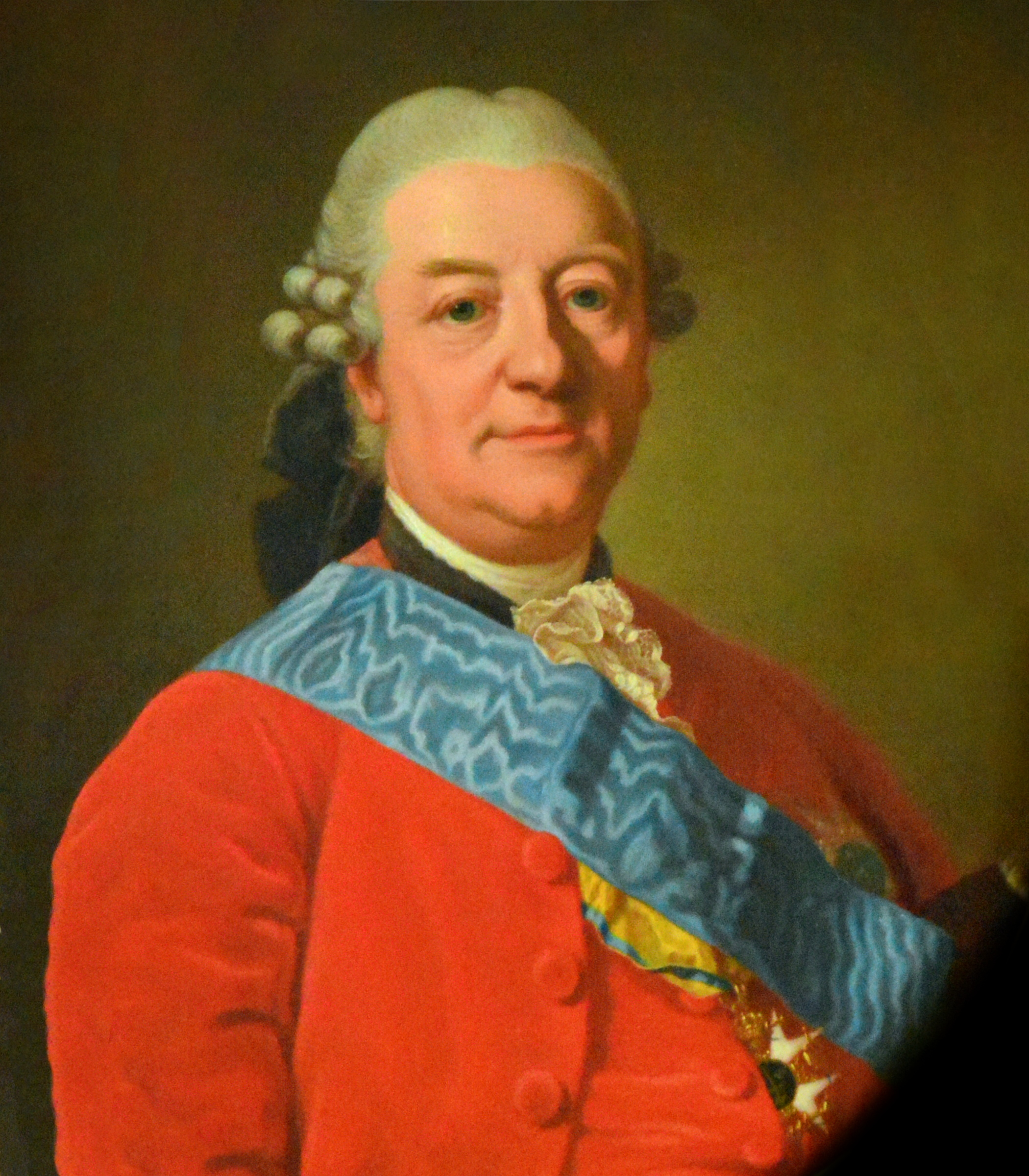
Carl Reinhold von Fersen

Karl Arvidsson Posse, 1719-91 (Olof Arenius) - Nationalmuseum - 15025

Lovisa Ulrikas amatörteatersällskap var ett teatersällskap bestående av medlemmar ur det kungliga hovet, som uppförde skådespel inför kungafamiljen och hovet från 1744 fram till det professionella franska teatersällskapet Du Londels engagemang 1753-54.   

## Historia

### Grundande
Amatörteatern bildades efter giftermålet mellan den dåvarande tronföljaren Adolf Fredrik och Lovisa Ulrika av Preussen år 1744. Lovisa Ulrika var starkt kulturintresserad och van vid att i Preussen få se det senaste inom fransk teater, som på den tiden var det mest moderna i Europa. Vid sin ankomst till Sverige ansåg hon att den Kungliga Svenska Skådeplatsens teater i Stora Bollhuset höll för låg nivå och förklarade att hon ville engagera ett franskt teatersällskap, men detta var inte möjligt så länge hennes make fortfarande bara var kronprins. Därför bildades en amatörteater av medlemmar av hovet, som skulle uppföra franska pjäser på franska språket vid hovet.  Föreställningarna gavs på de olika kungliga slott där hovet vistades. Det var detta sällskap som under perioden 1744-53 spelade på den dåvarande Drottningholmsteatern. 
I slutet av september 1744 skrev hon från Ulriksdals slott: 
"Inom kort får jag njuta af tragedi och komedi spelade af ståndspersoner, hvilka slutit sig samman för att roa oss i vinter."  I augusti 1746 meddelande Carl Gustaf Tessin: "Teatern, som förut var i Stockholm, är nu inredd i Salle des noces (på Drottningholms slott). Fröknarna Strömfelt och Sparre äro truppens aktriser, Zöge (von Manteuffel), Wrangel och Fersen dess aktörer."

### Verksamhet
Sällskapets uppförde franska pjäser av Racine, Moliêre, Regnard, Voltaire, Marivaux, Destouches och Saint Foix.  Föreställningarna fick beröm av den franske ambassadören, som sade sig tvivla på att de gjordes bättre i Paris (1749). 
Av aktörerna nämns år 1744 Charlotta Sparre och Karl von Fersen; 1746 Ulrika Strömfelt och Charlotta Sparre, Otto Jacob von Manteuffel Zöge, Wrangel och Carl von Fersen; 1749 hovfröknarna Ernestine Palmfelt, De la Gardie, Agneta Strömfelt, Ulrika Strömfelt och Ulrika Eleonora von Düben (kvinnliga), grevarna de la Gardie, Nils Barck (1713-1782) och Carl von Fersen (manliga), och under de följande åren tillkom Sprengtporten, Bielke, Karl Posse och Henrik Falkenberg.   Vid uppförandet av "La pupille" av Marivaux skrev Lovisa Ulrika om Zöges roll som förmyndaren: "Ehuru mycket ung äger han förmågan att ändra utseende till den grad, att man tror honom vara sjuttio år" (1746).

### Upplösning
Efter Adolf Fredriks trontillträde blev det möjligt att engagera ett professionellt franskt teatersällskap, och Sällskapet Du Londel anlände till Sverige 1753 och spelade därefter för kungafamiljen och hovet på både Bollhusteatern i Stockholm samt på Drottningholms slottsteater och de övriga slotten. Därmed tycks hovets amatörteatersällskap ha upphört, även om mer tillfälliga amatörpjäser fortsatt tidvis uppsattes vid olika festligheter. Amatörteatersällskapets kanske sista föreställning ägde rum på Adolf Fredriks namnsdag i juli 1754, när kungen på i en av Kungsträdgårdens alléer överraskades av: 
"Apollo och alla sånggudinnorna voro där med sina emblem. Apollo uppmanade konster och vetenskaper att uttrycka sin glädje, hvarefter en hvar af de förra presenterade konungen prof på sin konst, och dansens gudinna höll en af sång ackompanjerad af Comédie française utförd balett."
Sedan det franska sällskapet år 1771 hade avskedats, bildades några år senare ett nytt amatörteatersällskap vid hovet, Gustav III:s amatörteatersällskap.